# Bisdom Pensacola-Tallahassee
Het bisdom Pensacola-Tallahassee (Latijn: Dioecesis Pensacolensis-Talloseiensis) is een rooms-katholiek bisdom met als zetels Pensacola en Tallahassee, in de Amerikaanse staat Florida. Het bisdom is suffragaan aan het aartsbisdom Miami. 

## Geschiedenis
Het bisdom werd opgericht op 1 oktober 1975, uit delen van het bisdom Saint Augustine. 

## Parochies
Het bisdom had in 2021 een oppervlakte van 36.726 km2 en telde 1.529.926 inwoners waarvan 4,2% rooms-katholiek was.

## Bisschoppen
- René Henry Gracida (1 oktober 1975 - 19 mei 1983)
- Joseph Keith Symons (4 oktober  1983 - 12 juni 1990)
- John Mortimer Fourette Smith (25 juni 1991 - 21 november 1995)
- John Huston Ricard (20 januari 1997 - 11 maart 2011)
- Gregory Lawrence Parkes (20 maart 2012 - 28 november 2016)
- William Albert Wack (29 mei 2017 - heden)

## Galerij van afbeeldingen

Wapen van het bisdom
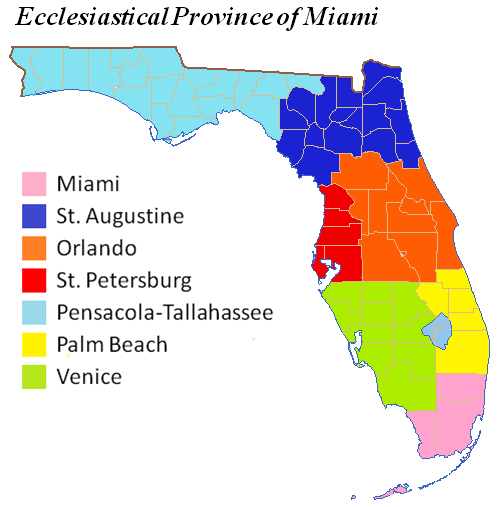
Kerkprovincie met aartsbisdom en suffragane bisdommen
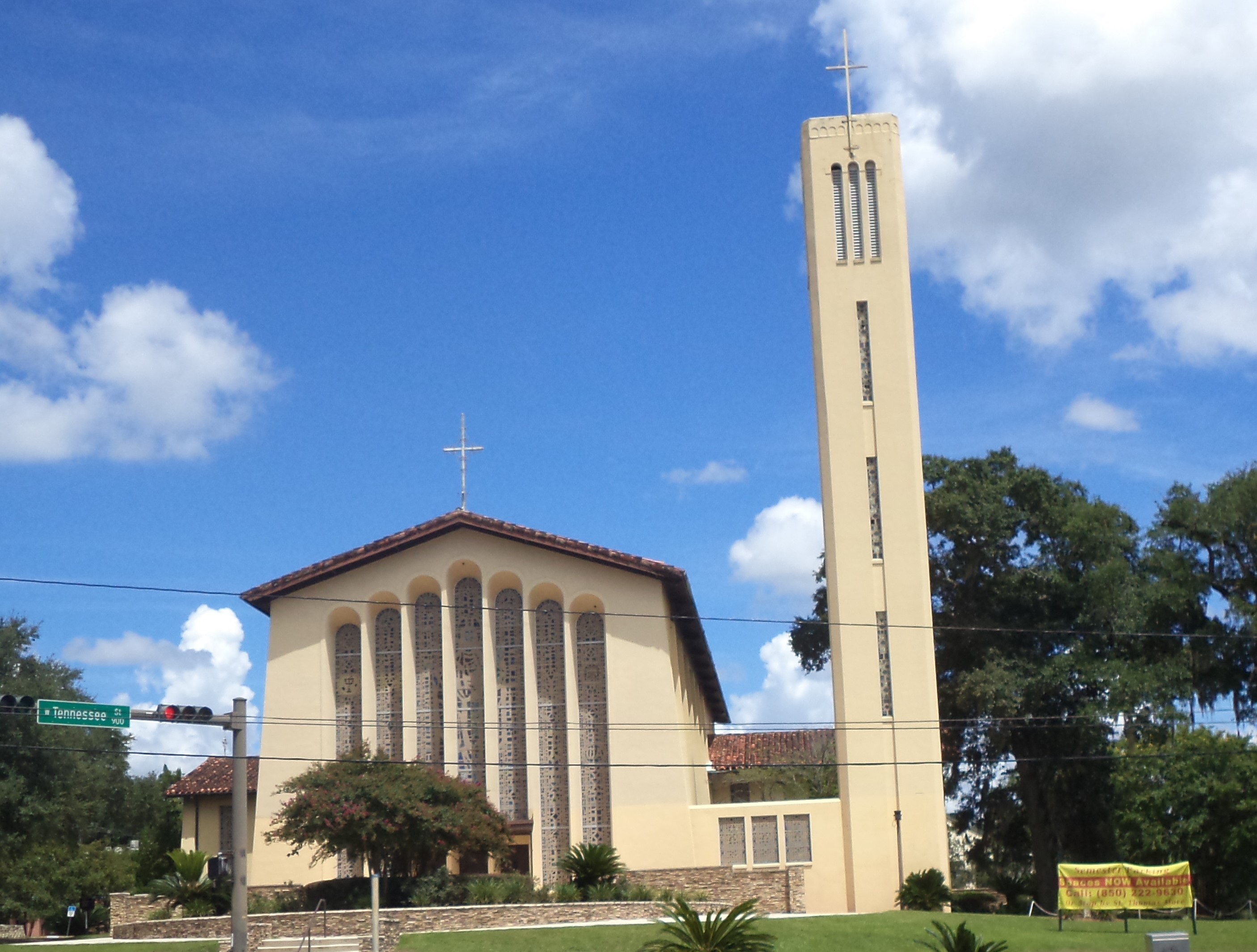
Co-Cathedral of Saint Thomas More in Tallahassee
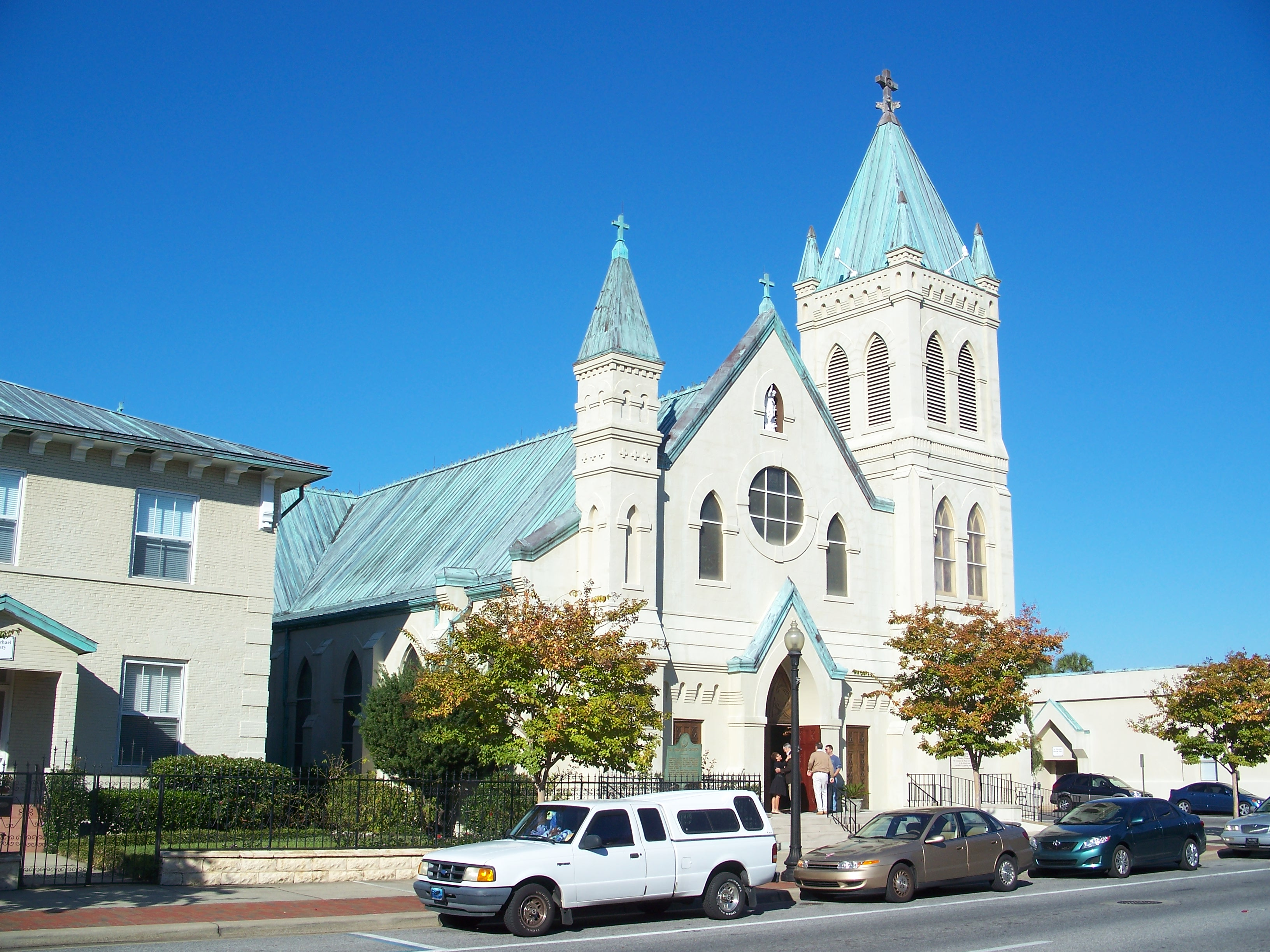
Basilica of Saint Michael the Archangel in Pensacola

Miami (aartsbisdom) · Orlando · Palm Beach · Pensacola-Tallahassee · Saint Augustine · Saint Petersburg · Venice